# Maasen
Maasen es un municipio situado en el distrito de Diepholz, en el estado federado de Baja Sajonia (Alemania). Tiene una población estimada, a fines de marzo de 2024, de 449 habitantes.
Está integrado a la mancomunidad de municipios (en alemán, samtgemeinde) de Siedenburg.